# بيل هيرمان
بيل هيرمان (17 مايو 1924 - 13 يونيو 2010 في الولايات المتحدة) (بالإنجليزية: Bill Herman)‏ هو لاعب كرة سلة أمريكي في مركز هجوم خلفي.

## وصلات خارجية
- بيل هيرمان على موقع إن بي أي (الإنجليزية)
- بيل هيرمان على موقع سبورتس رفرنس (الإنجليزية)
- بيل هيرمان على موقع ريلجم (الإنجليزية)
- بيل هيرمان على موقع بروبوليرز (الإنجليزية)